# Cargas térmicas de climatización
El concepto de carga térmica está asociado a sistemas de climatización (calefacción y refrigeración),  como a sistemas frigoríficos. Se trata de la cantidad de energía térmica por unidad de tiempo (potencia térmica) que un  recinto cerrado intercambia con el exterior debido a las diferentes condiciones higrotérmicas del interior y del exterior, considerando las exteriores como las más desfavorables posible. El cálculo de estas cargas permite disponer los sistemas adecuados de calefacción o refrigeración para compensarlas.

## Cargas térmicas
Las cargas térmicas pueden deberse a dos solicitaciones: 
- cargas de calefacción, que serían las que se producen en condiciones exteriores de invierno (y que físicamente traducen el calor perdido por el edificio hacia el exterior en la unidad de tiempo) y
- las cargas de refrigeración que análogamente, se refiere a las producidas en las condiciones de la estación cálida (físicamente, calor ganado por los locales en la unidad de tiempo).

Las cargas térmicas se deben a varios fenómenos de intercambio de calor del edificio con el exterior, así como a ganancias de calor interiores (en la estación cálida):
- Transmisión por conducción a través de los elementos constructivos que separan el interior del exterior o de otros locales no climatizados.

Dependen de la diferencia de temperatura (salto térmico) entre el interior y el exterior, de las características constructivas de cada elemento (muros, huecos) en lo que se refiere al aislamiento térmico (expresado por la transmitancia térmica, U) y de la superficie de cada elemento. En el caso de los muros o de las ventanas con vidrio coloreado, el calentamiento de su superficie por el sol, cuando están expuestos, hace que el salto térmico sea mayor en verano, lo que hay que tener en cuenta.
También deben considerarse los llamados puentes térmicos que son los lugares donde los elementos constructivos tienen una discontinuidad en el aislamiento térmico. Se dan en los bordes de ventanas y puertas, en el encuentro de muros y forjados, etc.
- Tratamiento térmico del aire exterior necesario para la ventilación y renovación de aire de los ambientes.

Dependen del salto térmico interior-exterior y del caudal de ventilación necesario. En ciertos casos, cuando la construcción no es de buena calidad, hay que tener en cuenta las infiltraciones de aire del exterior, no deseadas, por las rendijas y juntas de cierre de los huecos que separan del exterior, ventanas o puertas.
- Calor entrante debido al soleamiento por los cierres de los huecos acristalados (ventanas).

Se produce por efecto invernadero: al atravesar el espectro visible de la radiación solar un vidrio transparente, calienta los objetos que hay tras el vidrio; los objetos emiten radiación en infrarrojos, y para ciertas longitudes de onda de los infrarrojos el vidrio es opaco, de modo que el calor queda atrapado tras el vidrio, aumentando la temperatura del ambiente. Este efecto es favorable en invierno (reduce la carga térmica) y desfavorable en verano (la aumenta).
- Calor interno producido por las personas, la iluminación eléctrica y los aparatos que hay en el interior de los edificios (como en el caso anterior puede ser favorable o desfavorable según la estación).
- También es otra carga térmica el tratamiento de la humedad del aire para conseguir en los ambientes una humedad relativa adecuada. El vapor puede proceder de fuentes internas (evapotranspiración de las personas, de ciertos aparatos...) y externas (contenido de humedad del aire exterior)

Al enfriar una masa de aire (refrigeración) con un contenido determinado de vapor de agua, aumenta la humedad relativa, por lo que es necesario eliminar parte del vapor para mantener la humedad relativa dentro de límites adecuados. Por el contrario, al calentar (calefacción) una masa de aire disminuye la humedad relativa. En este caso, a menudo la evapotraspiración de los ocupantes puede ser suficiente para compensar esa disminución, pero si no lo fuera (temperaturas exteriores muy bajas), habría que añadir vapor para conseguir una humedad relativa adecuada.
Hay ciertos fenómenos que no se toman en cuenta en el cálculo de las condiciones de invierno, pues mejoran las condiciones interiores en esa estación (soleamiento, ocupación...), pero que tienen importancia en las condiciones de verano pues aportan calor a los locales desde su interior; en invierno, los sistemas de control del ambiente interior las tendrán en consideración. Así pues, las cargas de invierno solamente dependen de las condiciones exteriores, y las de verano, tanto de las interiores y de las exteriores.

## Determinación de los parámetros

### Condiciones interiores
Las normativas de la mayoría de los países fijan unos valores límite para las condiciones del interior de los recintos. Estos límites vienen determinados por un lado, por la comodidad de los usuarios y por el otro extremo por el necesario ahorro de energía. Dependiendo las cargas de la diferencia de temperaturas entre el exterior y el interior, cuando menor sea esa diferencia, menores serán las cargas térmicas.
- De invierno: la temperatura estará comprendida entre 18 y 22 °C, la Normativa española fija como máximo una temperatura de 21 °C. La humedad relativa estará comprendida entre el 45% y el 60%.

Esta temperatura puede ser menor cuando los usuarios realicen tareas que requieran un esfuerzo físico mediano o considerable.
- De verano: Las temperaturas adecuadas de verano estarán comprendidas entre 24 y 26 °C para los locales cuyos ocupantes estén ocupados en tareas que requieran poco esfuerzo físico (trabajo de oficinas, comercio, vagones de ferrocarril de viajeros...). La humedad relativa deberá estar comprendida, como en el caso de la calefacción, entre el 45% y el 60%.

Aunque a veces mucha gente piense que estas temperaturas son excesivas, y casi "no se nota" el fresco al entrar desde la calle, al cabo de cierto tiempo de estar en el recinto se nota mayor comodidad y, si fueran más bajas, se notaría frío. Es importante recordar que, así como en invierno se llega desde el exterior con ropa de abrigo de la que se prescinde al entrar en un recinto calefactado, en verano no se lleva una ropa de abrigo bajo el brazo para prevenir temperaturas interiores demasiado bajas.

### Condiciones exteriores
También en este caso las normativas suelen dar unas temperaturas de cálculo obtenidas a partir de datos meteorológicos tomados a lo largo de una serie de años. 

#### Condiciones de invierno
La manera de darlas varía de unos países a otros. En algunos se dan zonas climáticas mediante mapas fijando para cada una de ellas una temperatura de cálculo. En otros se dan para cada localidad concreta, a veces con una tabla de ajuste de esas temperaturas para localidades menores (generalmente sin observatorio meteorológico) en función de la diferencia de altitud con respecto al nivel del mar, de la localidad con observatorio. En general se dan solamente las temperaturas y no la humedad relativa.
En España se definen dos temperaturas de cálculo. Una de ellas es la mínima superada en un 97,5% de las horas de los meses de diciembre, enero y febrero, para cada localidad; es decir que habrá temperaturas menores durante unas 54 horas en esa temporada, pero teniendo en cuenta que serán horas nocturnas, en que la calefacción debe de estar reducida. La otra definición es igual pero para el 99% de las horas y se aplica a hospitales, residencias de ancianos, guarderías, en las que es necesario evitar que en ciertos momentos pueda haber escasez de temperatura en los ambientes.
El problema de esta definición aparentemente tan exacta, es que deja fuera muchas localidades en las que se deberán obtener estas temperaturas por aproximación o mediante tablas que las normativas no se atreven a fijar.

#### Condiciones de verano
Para verano deben darse tanto la temperatura de cálculo como la humedad relativa de cálculo. En general la temperatura se da de dos modos: una temperatura de cálculo, hallada como media de temperaturas elevadas a lo largo de cierto periodo extenso, y una temperatura máxima que se puede alcanzar con cierta frecuencia, pero en periodos cortos, en la localidad o zona.
Respecto a la humedad relativa exterior, se dan los datos del mismo modo: una humedad relativa media máxima y un valor de humedad relativa punta. Se deja a criterio del proyectista prevenir una o la otra (la segunda da como resultado aparatos más potentes), en función del uso de los locales y de la necesidad específica de comodidad que requieran los usuarios.
También es importante conocer la posición del sol en los momentos más desfavorables (que se suele dar a finales del mes de julio en el hemisferio norte, finales de febrero en el sur) para poder calcular el soleamiento que recibirán los elementos acristalados, para lo que debe conocerse la latitud y la inclinación de las ventanas. En ese sentido es importante que no haya elementos acristalados inclinados (ventanas en el faldón de la cubierta) en lugares de clima cálido. En cuanto a la hora en que esta solicitación se producirá, dependerá de la orientación de esos elementos acristalados por lo que habrá que estudiar cada fachada según su orientación, a una hora distinta. 
No debe olvidarse que, ante el soleamiento, no valen los aislamientos térmicos (doble acristalamiento), siendo solo realmente efectivo impedir el soleamiento mediante elementos que den sombra desde el exterior a las superficies acristaladas.

## Método de cálculo

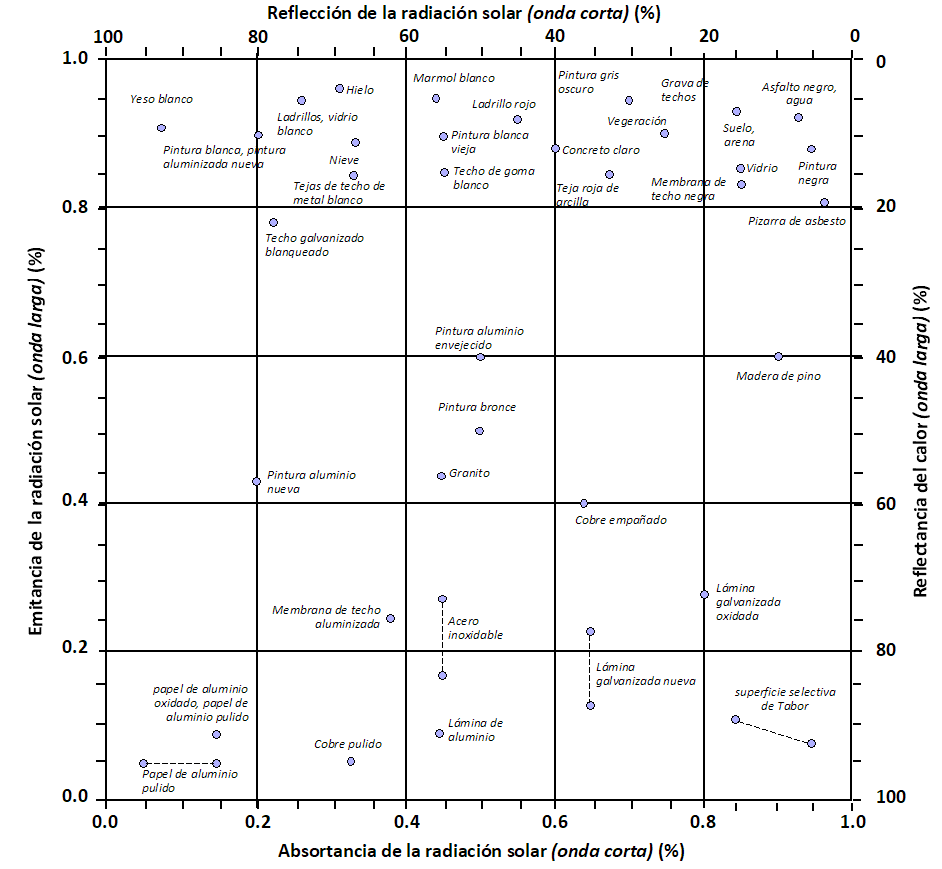
Nomograma que contrasta en cuatro ejes las propiedades de materiales de construcción de edificios ante la incidencia de la radiación solar. Sirve para la determinación de cargas térmicas de locales o temperaturas superficiales en cerramientos opacos.

El método de cálculo de las cargas es extenso y se propone aquí una versión sintética: comienza con el cálculo de pérdidas o ganancias de cada uno de los locales que componen el edificio a estudiar. Este cálculo permitirá dimensionar el aparato terminal (radiador, ventiloconvector o caudal y temperatura del aire, mediante sus conductos y rejillas de impulsión), que climatizará dicho local. La suma de las cargas de todos los locales, en su caso corregidas para tener en cuenta horarios distintos en distintos locales, será la potencia de los equipos centralizados de producción de calor o de frío.
El cálculo se hace para las condiciones exteriores más desfavorables. Los sistemas de regulación y control de la instalación se encargarán de adaptar la potencia de los aparatos terminales a las cargas reales en cada momento.

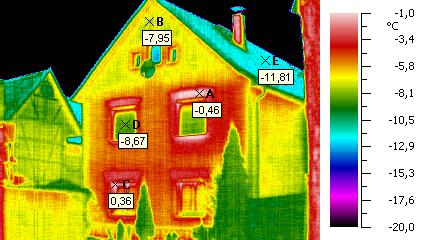
Fotografía infrarroja de las pérdidas de calor por transmisión de un edificio; cuanto mayor es la temperatura superficial, mayores son las pérdidas en ese punto

Básicamente, el cálculo consiste en obtener las pérdidas o ganancias por trasmisión de cada uno de los elementos de cierre del local, que son función de su transmitancia térmica, de su superficie y de la diferencia de temperaturas de cálculo entre el interior y el exterior (o de otro local con temperatura distinta a la del estudiado). Un cálculo más afinado exige que también se calculen las pérdidas o ganancias por los puentes térmicos que pueda haber en los separadores, que se hace de modo análogo. Luego se calcula la cantidad de energía térmica necesaria para calentar o enfriar el aire de ventilación, función del caudal exigido por la normativa y de la diferencia de temperaturas. 
Específicamente para refrigeración, además de lo dicho en el párrafo anterior, hay que tener en cuenta también el soleamiento que pueda entrar por los huecos acristalados, función de la superficie, de la orientación y de la inclinación de estos, en el día más desfavorable del año; es muy importante también tener en cuenta los elementos exteriores que  puedan impedir la entrada del sol por los vidrios (que arrojen sombra sobre ellos). También las cargas interiores, por ocupación, iluminación y maquinaria (que en calefacción son favorables). Y, por supuesto, las cargas latentes, debidas a la necesidad de condensar la humedad del aire, tanto interiores (especialmente la evapotranspiración de los ocupantes, así como las posibles actividades productoras de vapor), como las exteriores (humedad contenida en el aire de ventilación).
Como en muchas ciencias aplicadas, existe software especializado para realizar estos cálculos.
La demanda de energía en calefacción de un edificio se calcula con el fin de conocer cuanta energía térmica hay que proporcionarle para mantenerlo a la temperatura que consigne las normas que cada país establece. Son usuales temperaturas de consigna o temperatura interior de confort de 18 °C o 20 °C.
Dado que entre el ambiente exterior y el ambiente interior del edificio media una envolvente (techos. muros, ventanas, puertas. pisos, etc) y cada uno de estos puede tener un nivel de aislamiento térmico diferente. En primer término se necesitará conocer el valor de transmitancia térmica U o K (W/m².K) de cada parte de la envolvente y la superficie en m de cada parte.

## Sobre la temperatura exterior de diseño
Luego hay que conocer la temperatura exterior del sitio donde se implantará el edificio. Como se busca calcular las necesidades de energía en calefacción deberemos buscar una temperatura mínima en el mes más frío del invierno (usualmente enero en el hemisferio norte y julio en el hemisferio sur). Para calcular esta temperatura de diseño mínima necesitaremos datos climáticos de al menos 20 años. Las Normas ISO establecen procedimientos para datos con frecuencia horaria, diaria o mensual. El procedimiento propuesto consiste en analizar el total de datos horarios o diarios de temperatura y calcular a que temperatura le corresponde el percentil 1 % a 5 % para conocer la temperatura de diseño de invierno y el percentil 95 % a 99 % para conocer la temperatura de diseño de verano. 
La decisión final de que temperatura de diseño adopta cada país le corresponde al Comité de discusión del Instituto Normalizador. Puede entenderse que las temperaturas de diseño tienen dos componentes principales: una matemática que surge del análisis de la serie de datos y una política que es el valor que se adopta finalmente por consenso o votación en el organismo normalizador actuante en cada país.
Es usual en muchos países utilizar aquella temperatura mínima que se produzca con una frecuencia de 4 días al mes en el período de 20 años.
Si no se dispone de estas series de datos puede tomarse el promedio entre la temperatura mínima absoluta y la temperatura mínima media. Un procedimiento bastante menos preciso pero válido cuando no se cuenta con información es restarle 3,5 °C a la temperatura mínima media.
Así, ya conocida la temperatura mínima de diseño podremos calcular la diferencia de temperatura entre el interior y el exterior.
Δt = temperatura interior - temperatura exterior de diseño

## Carga térmica en calefacción
Para la determinación de la carga térmica de calefacción se usará la siguiente expresión:
Q = Σ (Ki x Si) Δt + 1005 x 1,20 x qv x Δt
Donde:
- Ki: es la transmitancia térmica de cada parte de la envolvente en W/m².K
- Si: es la superficie de cada parte de la envolvente en m²
- Δt: es la diferencia de temperatura entre el interior y el exterior en °C
- 1005: es el calor específico del aire (J/kg·K)
- 1,20: densidad del aire (kg/m³)
- qv: caudal de ventilación (m³/s)[1]

El resultado dará el calor necesario que debe suministrar el sistema de calefacción (en vatios, W) para mantenerlo a una temperatura de proyecto.